# Клейн-Улсда
Клейн-Улсда (нід. Klein-Ulsda, нід. вимова: [klɛin ˈɵlzdaː]) — селище в нідерландській провінції Гронінген. Входить до муніципалітету Вестерволде.
Його площа становить 0,25км², а населення станом на 2021 рік складало 50 осіб.
Перші згадки про населений пункт датуються серединою 19-го сторіччя.

## Галерея

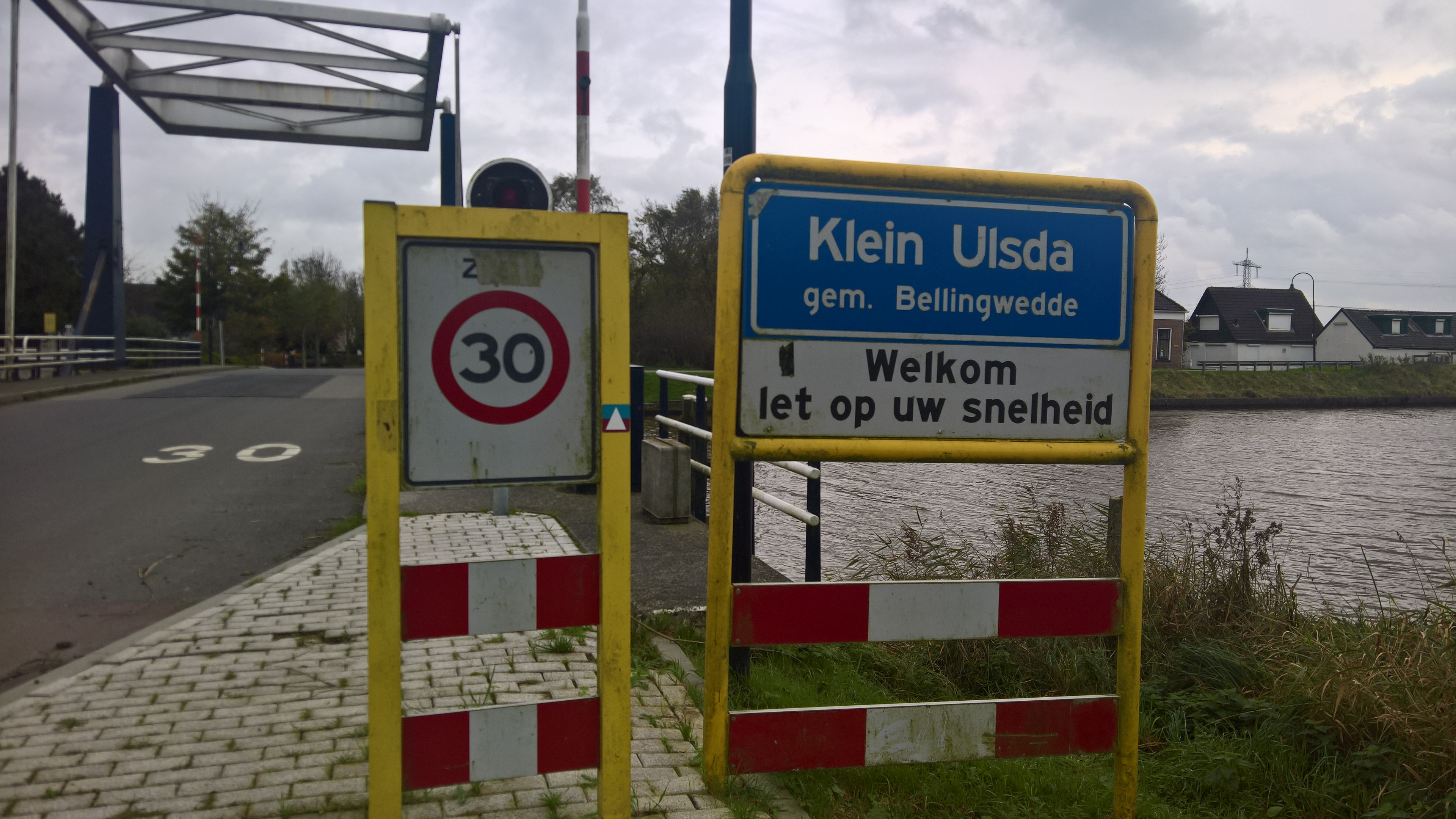
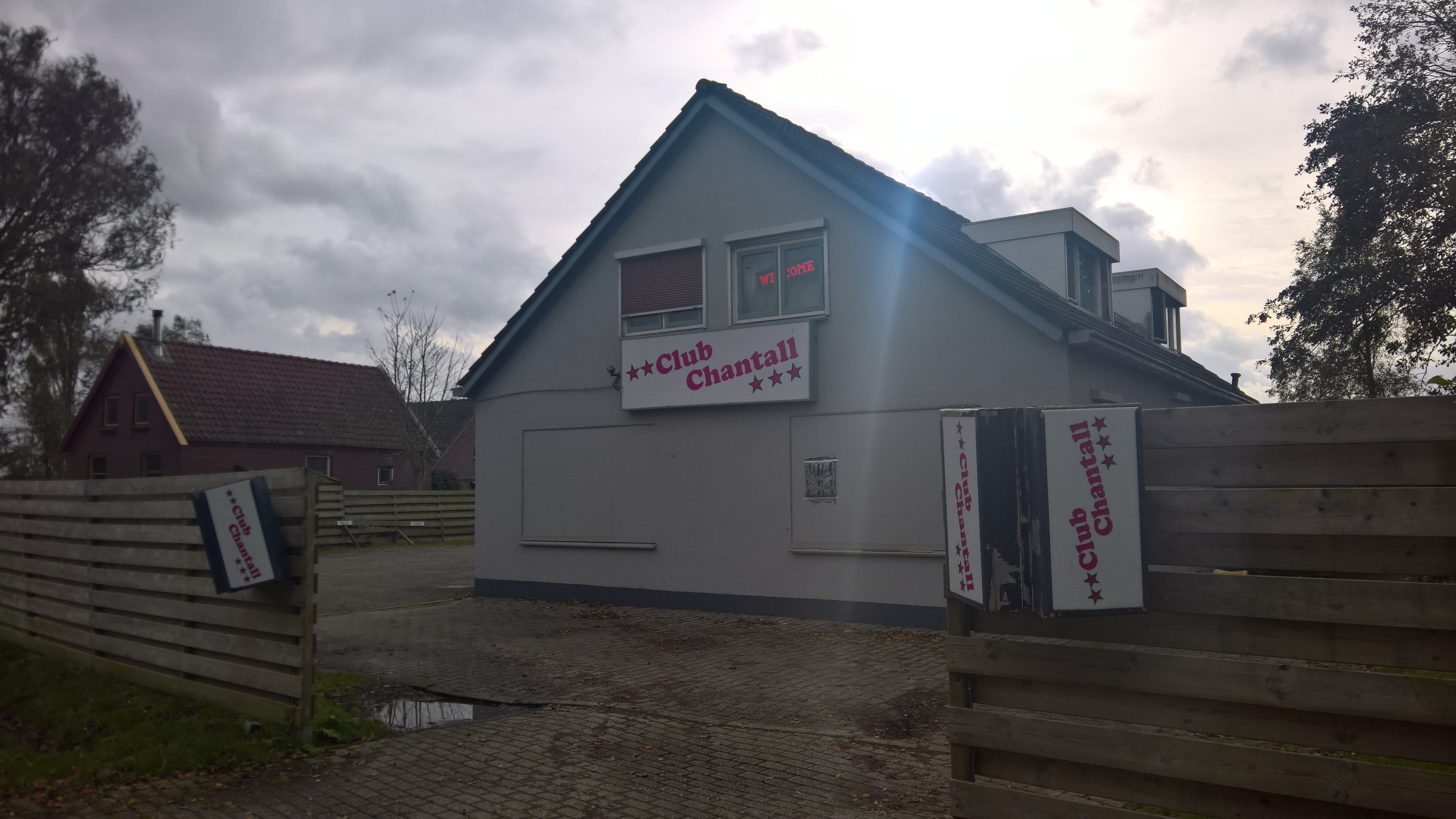